# جزیره کیش
جزیرهٔ کیش یک جزیرهٔ گردشگری در شهرستان بندر لنگه، استان هرمزگان در جنوب ایران در خلیج فارس است. کیش با بهره‌گیری از قانون منطقه آزاد تجاری، کانون‌های گردشگری و بازرگانی، جاذبه‌های گردشگری و هتل‌های فراوان یکی از مقصدهای اصلی گردشگری در ایران به‌شمار می‌رود. جمعیت جزیره نزدیک ۳۵ هزار تن است.
جزیره کیش سومین مقصد پربازدید تعطیلات در خاورمیانه پس از دبی و شرم‌الشیخ است. گردشگران بسیاری از کشورهایی که ایران برای آن‌ها نیاز به ویزا دارد، از درخواست ویزا برای کیش معاف هستند. این جزیره دارای ۹۱٫۵ کیلومتر مربع مساحت است و از شمال به ایران، از شرق به تنگه هرمز، از جنوب به کشور امارات متحده عربی و از غرب به کشورهای بحرین، قطر و عربستان می‌رسد.

## نام
کیش در گذشته معرب شده بود و به نام «قیس» نیز شناخته می‌شد. در زبان پارسی پهلوی کیش به کانال زیرزمینی قنات گفته می‌شود که این جزیره را به دلیل داشتن قنات‌های بسیار «کیش» می‌خوانند. دهخدا نیز نام کیش را با ترکش و جای تیر مرتبط می‌داند.

## پیشینه

### دوران باستان
جزیره کیش در تاریخ با نام‌های کامتینا، اراکیا (یونانی باستان: Αρακία)، آراکاتا و قیس نام برده شده‌است. موقعیت جغرافیایی استراتژیک جزیره کیش از دوران تمدن‌های باستانی آشور و ایلام مشخص شد که قایق‌های بادبانی در امتداد خط ساحلی جنوبی از این جزیره در کنار جزایر قشم و هرمز به عنوان ایستگاهی در طول مسیر استفاده می‌کردند. با از بین رفتن این تمدن‌ها، موقعیت برتر جزیره کیش از بین رفت. با بنیانگذاری شاهنشاهی هخامنشیان، خلیج فارس به شدت تحت تأثیر قرار گرفت. در سایه هخامنشیان جزایر خلیج فارس رونق یافتند، دریانوردی در خلیج فارس گسترش یافت و از کشتی‌های بهتری برای حمل مسافر و کالا استفاده شد. در این دوره ابزار کمک‌ناوبری از جمله فانوس دریایی برای تسهیل دریانوردی در خلیج فارس نیز راه‌اندازی شد.
اسکندر مقدونی پس از حمله به ایران، در سال ۳۲۵ پیش از میلاد نئارخوس را برای سفری اکتشافی به دریای عمان و خلیج فارس روانه کرد. نوشته‌های نئارخوس در مورد آراکاتا حاوی اولین اشاره شناخته‌شده جزیره کیش در دوران باستان است.[1]
حاکمیت کیش در دوره اشکانیان و ساسانیان نیز در دست ایران بود و با گسترش اسلام، این جزیره به دست خلفای اموی افتاد. سرانجام در سال ۲۴۹ قمری یکی از ایرانیان اهل ری بر خلیفه شورش کرد و تمامی جزایر خلیج فارس را از جمله کیش و بحرین تسخیر کرد. از دوران حکومت آل‌بویه کیش دوباره تحت حکومت ایران قرار گرفت.

### سلجوقیان

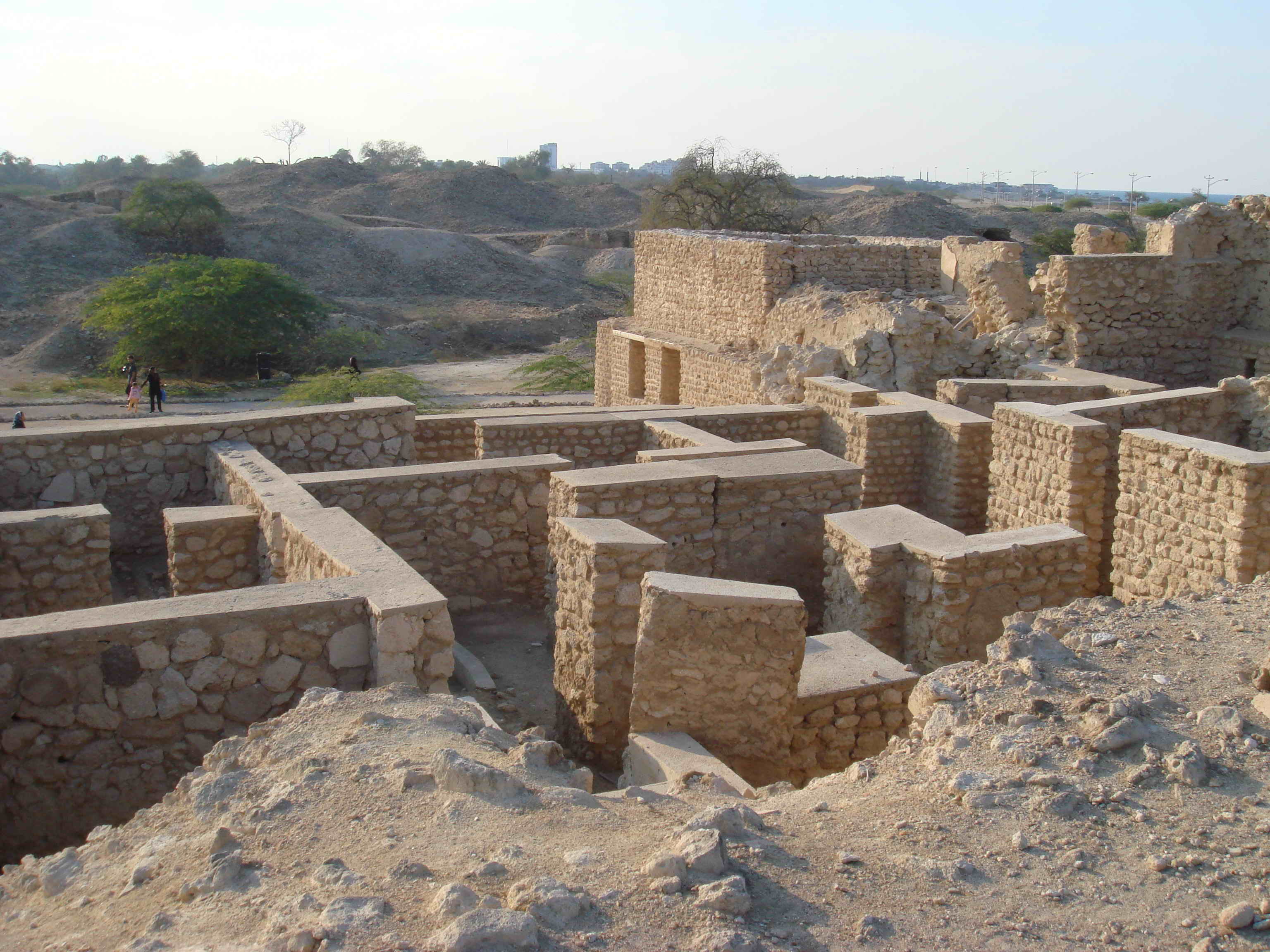
شهر باستانی حریره

در دورهٔ سلجوقیان، کیش به بزرگ‌ترین مرکز تجاری خلیج فارس تبدیل شد. در همین دوران دودمانی به نام قیاصره در کیش به قدرت رسیدند. ایشان که در ابتدا بسیار فقیر بودند، با دزدی دریایی پایه‌های اقتصادی حکومت خود را مستحکم نمودند. حاکمان قیاصره از نسل شخصی به نام «قیس» از اهالی سیراف بودند. آخرین حاکم قیاصره ملک سلطان نام داشت که به دست حاکم هرمز در سال ۶۲۶ قمری به قتل رسید.
در دوران طلایی کیش، مورخان زیادی راجع به آن اظهارنظر کرده‌اند. ابن خرداد، ابن بطوطه و یاقوت حموی یا به کیش سفر کرده یا در باب بزرگی آن سخنوری کرده‌اند. سعدی در آثار خود دو جا از جزیرهٔ کیش و سفر به آن در این دوران یاد می‌کند. هنگامی که مارکوپولو در دربار امپراتوری چین بود، در مورد مرواریدهای مرغوب همسر امپراتور سؤال کرد. به او گفته شد که آن‌ها از کیش تهیه شده‌اند.[2]

### از صفویه تاکنون

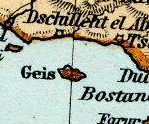
جزیره کیش در نقشه ایران و توران در دوره قاجاریه - ۱۸۹۱ میلادی - ۱۲۷۰ خورشیدی

کیش نیز هم چون هرمز از سال ۹۱۲ تا ۱۰۳۱ به دست نیروی نظامی پرتغال افتاد و سرانجام در این سال، امام قلی خان، سپهسالار شاه عباس موفق به فتح خلیج فارس و بحرین و همه جزایر آن شد و از آن پس کیش یکی از جزایر ایرانی خلیج فارس شناخته می‌شود.
این جزیره در دوران قاجار توسط ناصرالدین‌شاه به یکی از چاکران درگاه شاه هدیه داده می شود و بعدا محمد رضا خان سطوت الممالک آن را خریداری می کند. در اوایل حکومت محمدرضا پهلوی طی پروژه کیش، این جزیره  از ورثه سطوت الممالک به مبلغ سیصد هزار تومان خریداری می شود و از مالکیت شخصی بیرون می آید
تا سال‌های آغازین حکومت محمدرضاشاه پهلوی، کیش مرکز صید ماهی و مرکز تجارت مروارید خلیج فارس بود با ورود مروارید ژاپن به بازار ایران، به تدریج از اهمیت مروارید کیش کاسته شده و کیش نیز اهمیت خود را از دست داد. در سال ۱۳۴۹ هیئتی از مشاوران ایرانی و آمریکایی، جزیره کیش را مورد بازدید قرارداد و با توجه به ویژگی‌های طبیعی، سواحل زیبای مرجانی و آب‌های زلال اطراف آن، به عنوان مرکز توریستی مجلل بین‌المللی و کانون گردشگری انتخاب شد. محمدرضا شاه با استفاده از بودجه دولت اقدام به توسعه جزیره کیش کرد. به دستور شاه، تمام زیرساخت‌های مدرن از جمله هتل، نمایشگاه بین‌المللی، فرودگاه، کازینو و اقامتگاهی برای استفاده شاه و خانواده‌اش ساخته شد. به گفته اسدالله علم، تا پیش از انقلاب ایران، جزیره کیش با هوای مطبوعش در زمستان‌ها، به عنوان محل اقامت و تفریح خانواده سلطنتی مورد استفاده قرار می‌گرفت.
جزیره کیش در سال ۱۳۶۱ به عنوان نخستین منطقه آزاد اقتصادی کشور برگزیده شد. امروزه اقتصاد کیش برپایه گردشگری و تجارت استوار است.

## جغرافیا

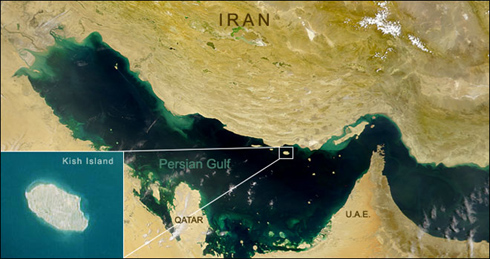
نگاره هوایی جزیرهٔ کیش از ماهواره

کیش در خلیج فارس در ۱۹ کیلومتری از سرزمین اصلی ایران جای دارد و با شکلی نزدیک بیضوی، دارای مساحت ۹۱ کیلومتر مربع و محیطی ۴۰ کیلومتری است. در امتداد ساحل کیش صخره‌های مرجانی و جزایر کوچک فراوانی قرار دارند. این جزیره در امتداد خط ساحلی ۱۳۵۹ کیلومتری ایران در شمال خلیج فارس و در یک‌چهارم اول ورودی هرمز به خلیج فارس قرار دارد. طول جزیره از ساحل غربی تا ساحل شرقی آن (فاصله مجتمع مریم تا میدان هور) ۱۵٫۴۵ کیلومتر است. حداکثر عرض آن نیز از سواحل جنوبی تا سواحل شمالی (فاصله گمرک تا فانوس دریایی) ۷٫۵ کیلومتر است.
سطح جزیره صاف و بدون کوه یا تپه‌های بلند است. فرودگاه بین‌المللی کیش در کانون و در منطقه ۳۵ تا ۴۰ متر بالاتر از سطح دریا ساخته شده‌است. بیشترین شیب سطح آن از فرودگاه تا سواحل نزدیک هتل شایان امتداد دارد. جزیرهٔ کیش فاقد رودخانه دائمی است اما شمار بسیاری منابع آب شیرین زیرزمینی دارد.
مسافت بین کیش تا تهران از راه هوایی ۱۰۵۲ کیلومتر، تا بندرعباس ۲۵۰ کیلومتر، تا بندر لنگه ۹۰ کیلومتر و تا جزیره هندورابی ۲۸ کیلومتر است. همچنین نزدیکترین بندر ایران به جزیرهٔ کیش، بندر آفتاب می‌باشد که با این جزیره ۱۸ کیلومتر فاصله دارد.

### آب و هوا
کیش دارای آب و هوای نیمه استوایی بسیار خشک است. در یک بازه زمانی ۸ ساله، میانگین بارندگی سالانه در کیش ۱۴۵ میلیمتر (۵۴٪ در زمستان، ۲۸٪ در پاییز، ۱۴٪ در تابستان و ۲٪ در بهار) بوده‌است و میانگین دمای سالانه آن ۲۶٫۶ درجه سلسیوس بوده‌است. رطوبت نسبی کیش آن را به جز در فصول سرد سال مانند جزیره‌ای دریایی کرده‌است. رطوبت در اکثر فصول سال تقریباً ۶۰ درصد است. در ماه‌های مهر تا فروردین، آب و هوای کیش معتدل و از ۱۸ تا ۲۵ درجه سلسیوس متغیر است. داده‌های آماری موجود در آرشیو منطقه آزاد کیش کیش نشان می‌دهد که دمای جزیره از خیلی گرم تا نسبتاً گرم متغیر است که با رطوبت نسبتاً زیاد همراه است و اغلب با بارندگی‌های شدید در زمان کوتاه در فصول خاص در هم می‌آمیزد. به استثنای برخی از مناطق ساحلی جنوب شرقی و چند جزیره دیگر در خلیج فارس، جزیره کیش بیشترین ساعات آفتابی را در منطقه دارد که تقریباً ۳۱۰۰ ساعت در سال است. بر اساس طبقه‌بندی اقلیمی و شرایط کلی آب و هوا، نزدیکی کیش به راس السرطان و قرار گرفتن آن در معرض سیستم‌های پرفشار گرمسیری و همچنین موقعیت آن در میان آب‌های گرم و کم‌عمق، به این معنی است که این جزیره در بیشتر اوقات سال گرم و مرطوب است.

### پوشش گیاهی

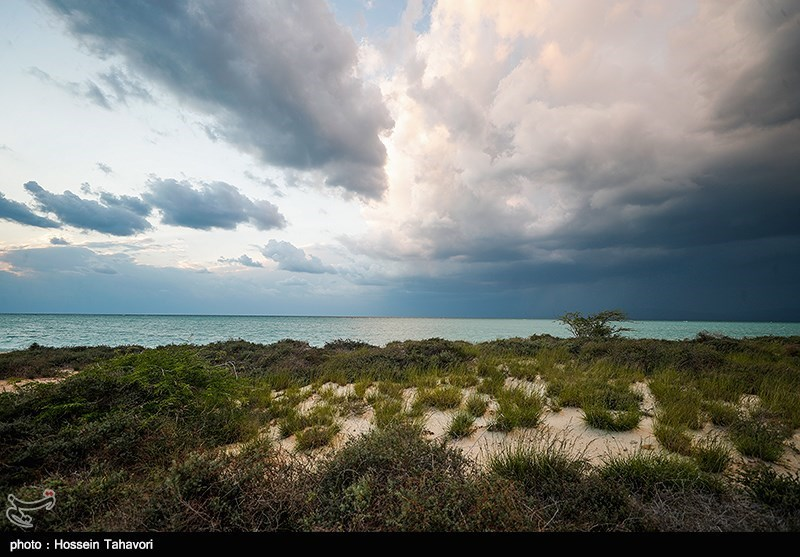
نمایی از پوشش گیاهی جزیره (۲۰۲۰ میلادی)

کیش مانند دیگر جزیره‌های خلیج فارس به ویژه جزیره‌های تنگه هرمز بر روی نوار باریکی از پوشش گیاهی گرمسیری در نیمکره شمالی جای دارد که فلات ایران در شمال و شبه‌جزیره عربستان در جنوب آن جای گرفته‌است. کیش افزون بر ویژگی‌های ویژهٔ جغرافیایی و اقلیمی خود، مانند دیگر جزیره‌های پیرامون همچون فرور، هندورابی، شیدور و لاوان و حتی قشم، زیر تأثیر اقلیم نیمه‌استوایی حاکم بر آن، از پوشش گیاهی بومی برخوردار است. ویژگی این منطقه وجود گیاهان مقاوم در برابر خشکی است که به سازگاری بیشتر در گیاهان منطقه انجامیده شده‌است.
از پوشش‌های گیاهی جزیرهٔ کیش می‌توان به باغ‌های نخل خرما، درختان بومی کهور ایرانی و کنار و درختان غیر بومی مانند کهور پاکستانی (سمر)، اکالیپتوس، آکاسیا، کنوکارپوس و ابریشم اشاره کرد. در سال‌های گذشته این جزیره، مرکز تاکستانهای معروفی بوده‌است و همچنین از زمان حضور پرتغالی‌ها در کیش، این جزیره یکی از کانون‌های رشد درخت کمیاب لور می‌باشد.

## مردم
بر پایه سرشماری عمومی نفوس و مسکن در سال ۱۳۹۵ جمعیت جزیره کیش برابر با ۳۹٬۸۵۳ تن بوده‌است که بیشتر در شهر کیش زندگی می‌کنند. به شهروندان جزیره کیش، کیشوند می‌گویند و دارای کارت کیشوندی هستند.

### فرهنگ
کیش امروزه جایی برای زندگی همهٔ اقوام ایرانی است. کیش را با توجه به گوناگونی قومی و فرهنگی، ایران کوچک دانسته‌اند؛ به گونه‌ای که هر قوم با آیین‌ها و فرهنگ خود در کنار دیگر قوم‌های ایرانی زندگی می‌کند.
پوشاک مردان بومی دشداشه همراه با عرقچین است و مهم‌ترین جشن‌های مردم کیش، نوروز باستانی ایرانیان و عید قربان و عید فطر می‌باشند. ساز اصلی کیش گونه‌ای از طبل است. شغل سنتی بومیان، ماهی‌گیری، دام داری، دریانوردی و بازرگانی است. مردم کیش در گذشته به صید مروارید نیز می‌پرداخته‌اند. آشپزی و خوراک‌های محلی کیش شامل گونه‌هایی از «قلیه»، «مضروبه»، «هریسه» و «مچبوس» است که بیشتر با ماهی تهیه می‌شوند. بومیان جزیره اهل سنت هستند و به زبان فارسی سخن می‌گویند.

### صنایع دستی
یکی از صنایع دستی که از خاک جزیره کیش ساخته می‌شود کوزه‌های سفالی است. گل این کوزه‌ها رنگی متفاوت با کوزه‌های معمولی دارد. در عمق ۵ تا۳۰ متری خاک جزیره کیش، گلی مرغوب به نام گِل «مارون» وجود دارد که برای کارهای سفالگری مرغوب است.
از دیگر صنایع دستی این شهر می‌توان به زیورآلاتی از جنس صدف اشاره کرد. این صنایع دستی جزیره کیش که با صدف و گوش‌ماهی‌های رنگارنگ ساخته شده‌اند در بازارهای محلی کیش عرضه می‌شوند. بافت چادر شب از دیگر صنایع دستی کیش است. چادرشب‌های جزیره کیش اغلب زمینه قرمز رنگی دارند و در ابعاد دو در دو متر هستند. حصیر بافی هم از دیگر صنایع دستی این شهر است. حصیرهای بافته شده از نخل‌های خرما درست می‌شوند و امروزه نیز مردم محلی با استفاده از نوارهای نخل خرما سبدهای حصیری، زیرانداز و کیف‌های رنگارنگ درست می‌کنند. «شیریکی پیچ» نیز از صنایع دستی جزیره کیش است. نام دیگر شیریکی پیچ، گلیم سوزنی است که به عنوان زیراندازی سنتی هم کاربرد دارد. یکی دیگر از هنرهای اصیل کیش گلابتون‌دوزی است. در گلابتون‌دوزی روی پارچه‌های مختلف نقش و نگاری پیاده‌سازی می‌کنند و سپس با استفاده از ابزار گلابتون‌دوزی و نخ زری، این طرح‌ها را می‌دوزند.

## ورزش
جزیره کیش میزبان رویدادهای ورزشی بین‌المللی متعددی از جمله مسابقات قهرمانی بین‌المللی اسکواش فجر است که بخشی از تور سالانه انجمن حرفه‌ای اسکواش است. کیش همچنین مسابقات بازی‌های سنتی و قهرمانی ایران را برگزار می‌کند که سالانه بیش از ۱۷ کشور جهان را به خود جذب می‌کند.
کیش دارای یک ورزشگاه المپیک چند منظوره با گنجایش ۱٬۲۰۰ تماشاگر است که برای ۱۱ رشته ورزشی از جمله والیبال، بسکتبال، هندبال، فوتسال، ژیمناستیک، کشتی، تکواندو، جودو، کاراته و شطرنج در نظر گرفته شده‌است. همه این‌ها توسط مربیان حرفه‌ای و بین‌المللی نظارت می‌شود. پیست کارتینگ کیش نیز یکی از بزرگ‌ترین پیست‌های جنوب غربی آسیا و یکی از اولین‌ها در نوع خود در ایران است.
مجموعه‌ای از ورزش‌های آبی نیز در کیش ارائه می‌شود، از جمله غواصی، جت اسکی، اسکی روی آب، پاراسل، فلای‌بورد، کایت‌بورد، موج سواری، ماهیگیری و همچنین قایقرانی و کروز با قایق‌های موتوری، پدالی و بنانا و دیگر انواع کشتی‌ها. 
این جزیره با بهره‌گیری از امکانات باکیفیت، آب و هوای خوب و محیطی آرام، تیم‌های ملی و باشگاه‌های برتر فوتبال را جذب می‌کند که اغلب از کیش به عنوان یک کمپ تمرینی تابستانی استفاده می‌کنند. خود جزیره دارای یک تیم فوتبال حرفه‌ای به نام کیش ایر است که در لیگ استان هرمزگان بازی می‌کند. کیش همچنین دارای سه زمین استاندارد بین‌المللی والیبال است و میزبان مسابقات والیبال ساحلی قهرمانی آسیا در سال ۲۰۰۶ بود. کیش میزبان رویداد رسمی والیبال ساحلی فدراسیون بین‌المللی والیبال به نام مسابقات آزاد کیش ۲۰۱۶ بود که از ۱۵ تا ۱۷ فوریه همان سال برگزار شد. دور مقدماتی تور جهانی والیبال ساحلی نیز از ۱۵ تا ۱۸ فوریه ۲۰۱۷ در کیش برگزار شد. 

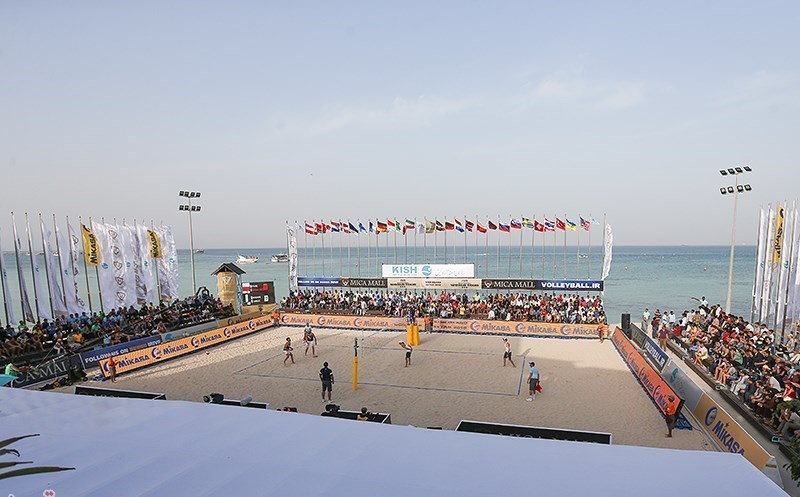
چهارمین روز مسابقات تور جهانی والیبال ساحلی کیش
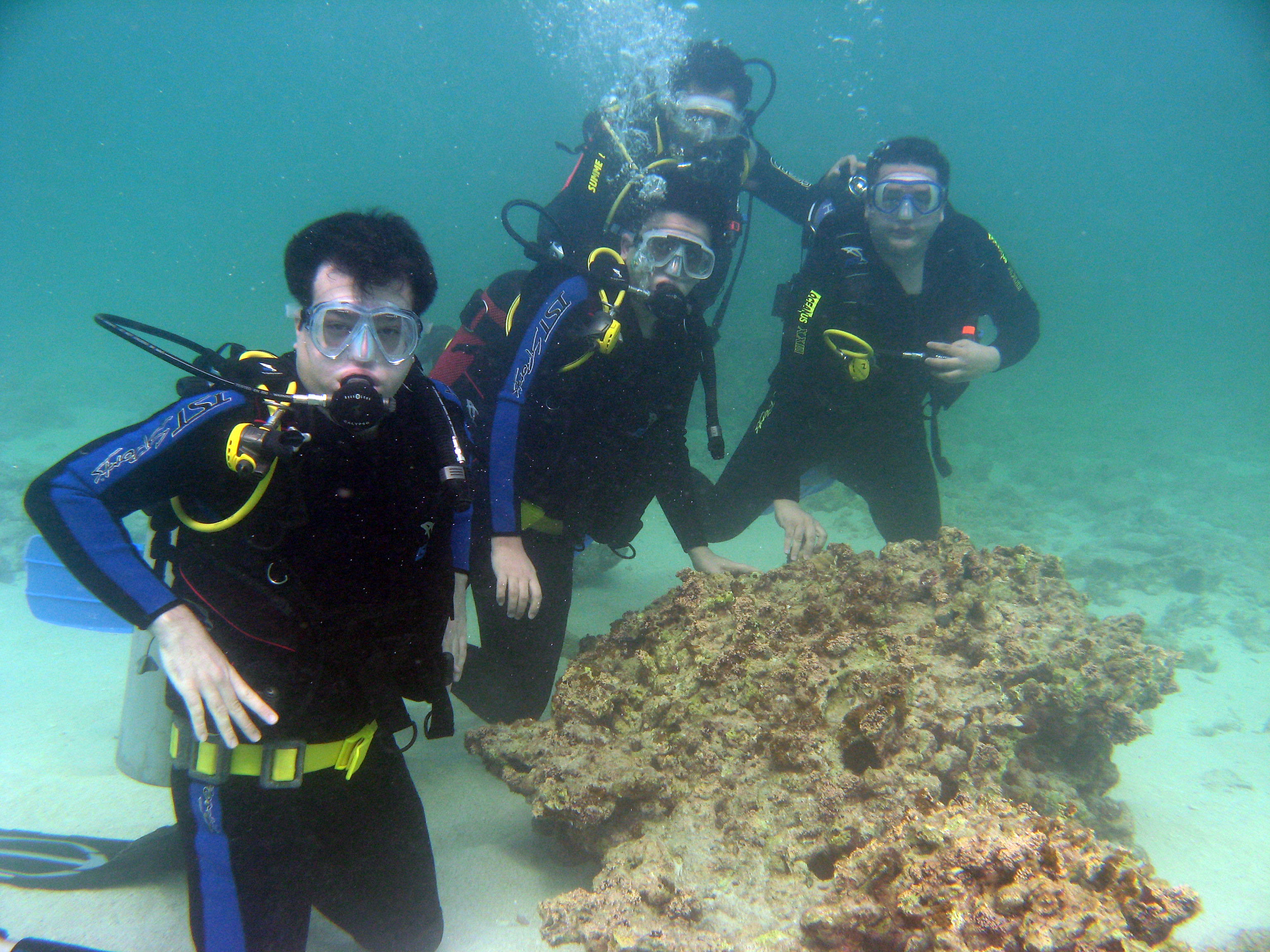
غواصی در کیش
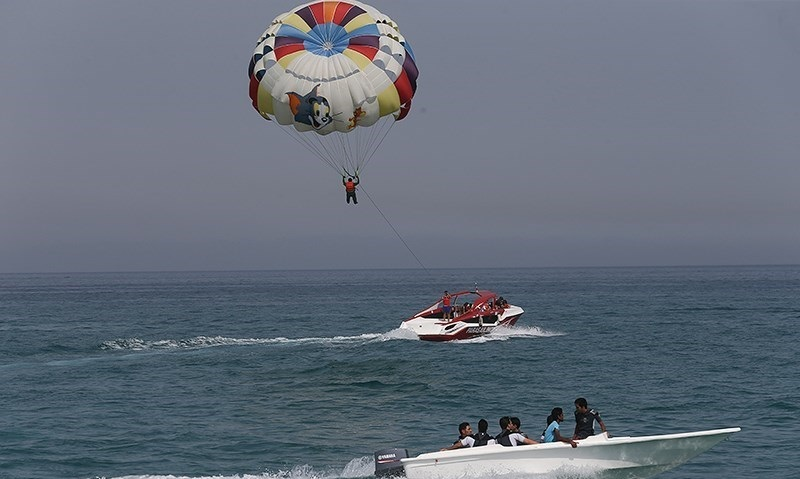
انجام ورزش‌های آبی در کیش

## اقتصاد

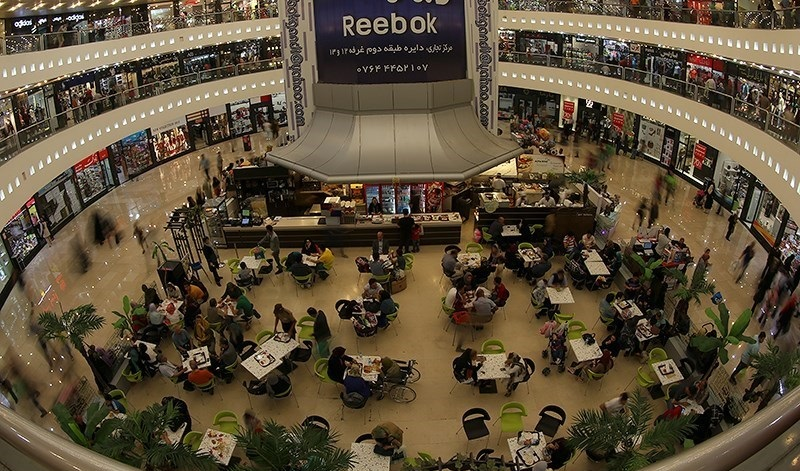
نمایی از پاساژ مرکز تجاری کیش

اقتصاد کیش در حال توسعه است؛ از اهداف اصلی پیش روی آن می‌توان توسعهٔ گردشگری و تجارت را نام برد. طبق آماری، سالانه به‌طور متوسط بیش از یک میلیون و ۷۰۰ هزار تن گردشگر از جزیره کیش بازدید می‌کنند. کیش همچنین مراکز خرید و فروشگاه‌های زیادی دارد که بخشی از اقتصاد آن را تشکیل می‌دهند.
از اواسط دهه ۱۹۹۰، دولت ایران یک کمپین تبلیغاتی و توسعه‌ای تهاجمی را برای قرار دادن کیش به عنوان رقیب دبی و دوحه آغاز کرد. این کمپین شامل پروژه‌ها و برنامه‌های ساختمانی عظیمی بود که برای جذب سرمایه‌گذاری و تجارت خارجی طراحی شدند. در محدوده منطقه آزاد کیش، همان‌طور که از نامش مشخص است، قوانین استاندارد جمهوری اسلامی ایران به مراتب راحت‌تر از سرزمین اصلی است. این امر منجر به افزایش قابل توجه گردشگری عمدتاً داخلی و همچنین فراوانی تجارت بین‌المللی در جزیره شده‌است. در سال ۲۰۰۹ مجموع تجارت خارجی منطقه آزاد کیش حدود ۹٫۲ میلیارد دلار در سال بوده‌است. ۱۵ درصد کل واردات به ایران از طریق کیش انجام می‌شود.
در کنار بورس نفت ایران، بورس کیش نیز در سال ۲۰۱۰ به منظور تسهیل سرمایه‌گذاری خارجی و فعالیت‌های پولی افتتاح شد.

## جاذبه‌ها
کیش با اینکه جزیره کوچکی است اما جاذبه‌های گردشگری متعددی دارد.

### جاذبه‌های تاریخی
از جاذبه‌های تاریخی کیش می‌توان به شهر باستانی حریره، کاریز، آب‌انبار پنج‌بادگیر، مسجد ماشه و مسجد امیر اشاره کرد. حریره، نام شهر ویرانه‌ای است خالی از سکنه و مربوط به دوران قیاصره که نام آن از نام بانویی که ملکه شهر بوده برگرفته شده است. هم‌اکنون بخشی از شهر که عمارت کاخ بانوی حریره بوده مرمت شده است. مهم‌ترین ابنیه کشف شده در این مجموعه عمارت اعیانی، حمام، آب‌انبار، قنات و بقایای مسجد جامع حریره می‌باشند.
خانه مردم‌شناسی بومیان کیش یکی از قدیمی‌ترین خانه‌های جزیره کیش با برخورداری از سبک معماری کاملاً بومی است. این خانه تاریخی متعلق به حاج عبدالله بن شاهین، تاجر مروارید و صاحب یکی از بزرگ‌ترین لنج‌های بادبانی آن زمان بود. او در نجاری و لنج‌سازی نیز مهارت داشت. این خانه تاریخی به منظور معرفی تاریخ، فرهنگ، آداب و رسوم و صنایع دستی بومیان جزیره، در فروردین ماه ۱۳۹۳ به خانه مردم‌شناسی بومیان کیش تبدیل شد. این موزه به انتخاب شورای بین‌المللی موزه‌ها (ICOM) موفق به کسب عنوان ارزشمند موزه برتر کشور در سال ۹۹–۹۸ شد.

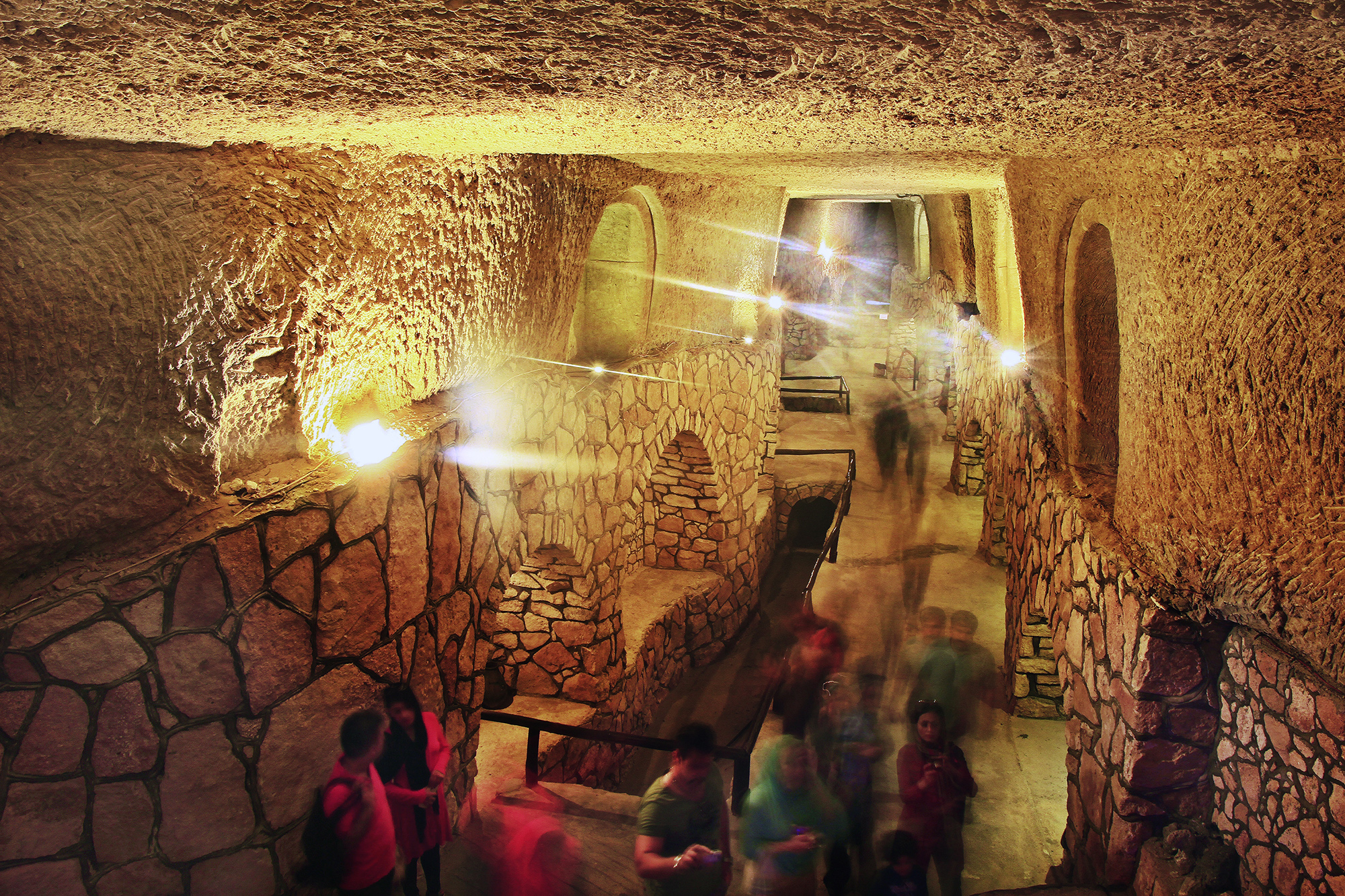
کاریز
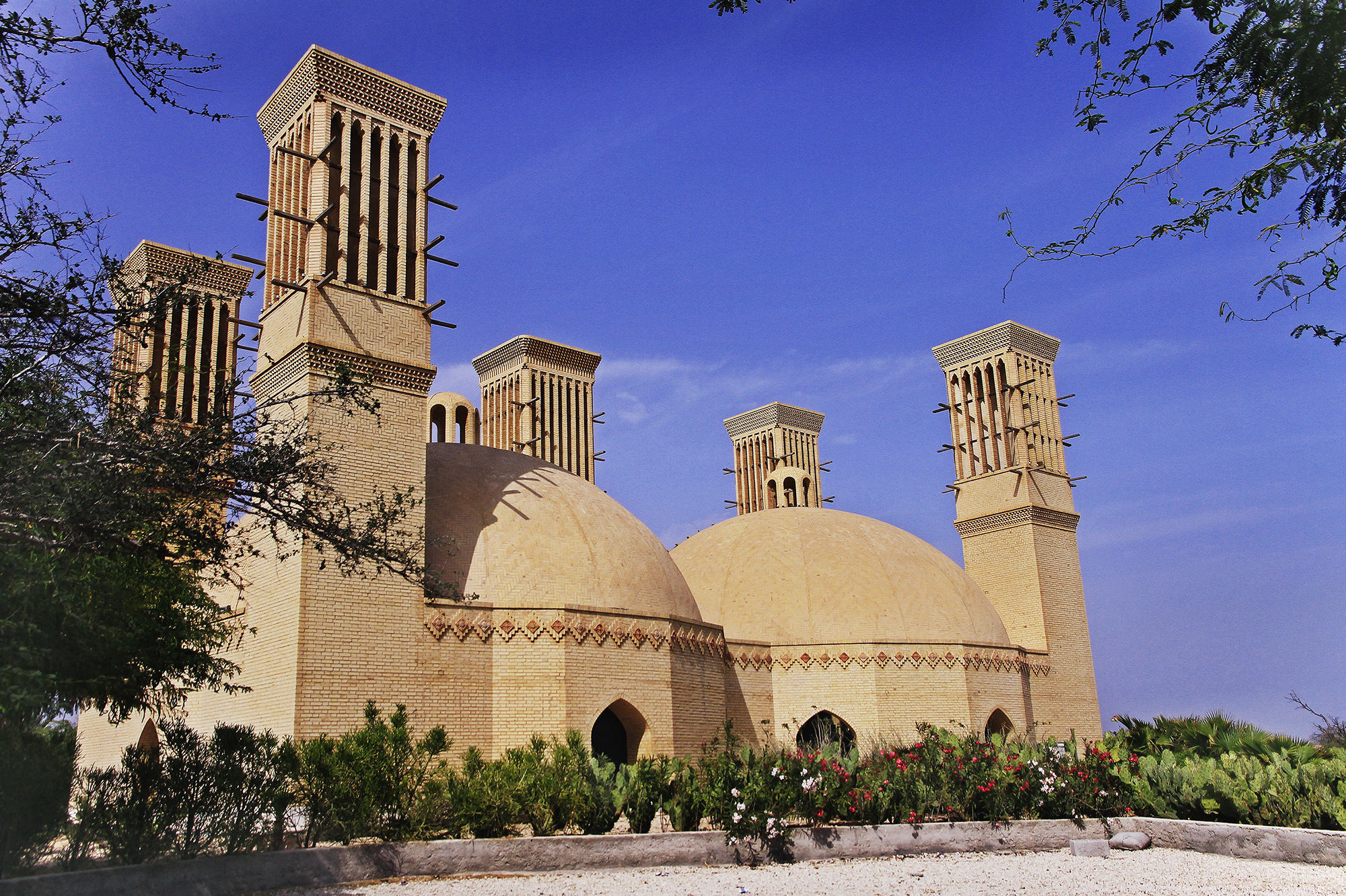
آب‌انبار پنج‌بادگیر
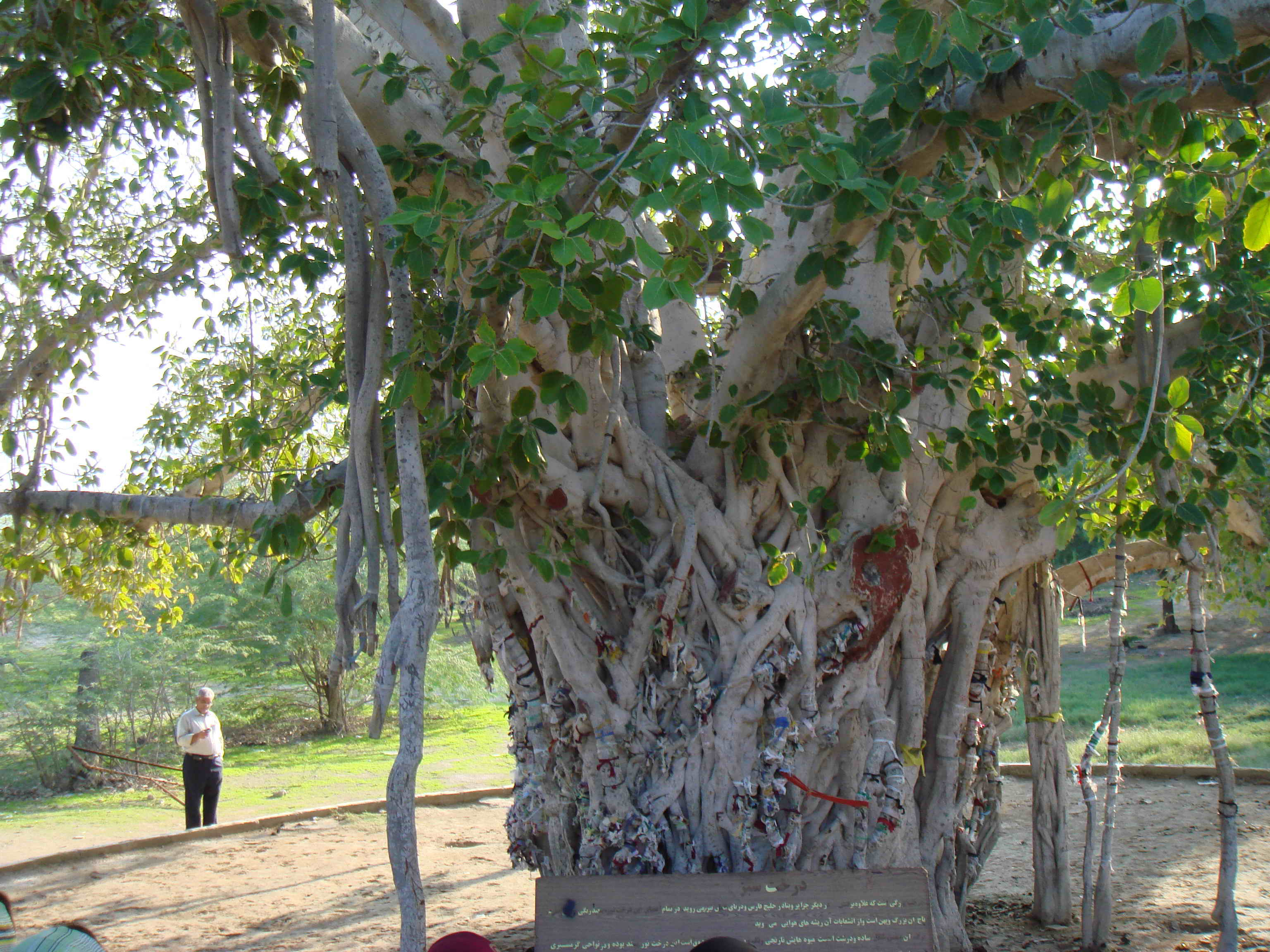
درخت آرزوها
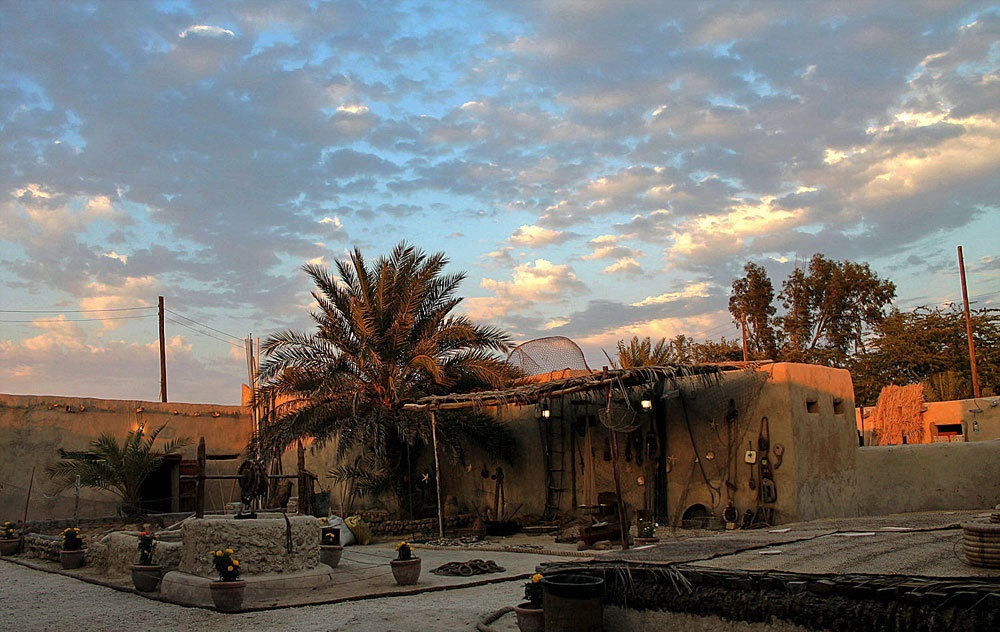
موزه مردم‌شناسی کیش

### جاذبه‌های تفریحی
جزیره کیش به دلیل ماهیت گردشگری خود، طی سال‌های اخیر مورد توجه قرار گرفته است. علاوه بر آثار تاریخی که مورد توجه گردشگران است، پارک‌های ساحلی و تفریحی مانند پارک برفی پنگوئن، تم پارک آبی اوشن، پارک هنر، سواحل ماسه‌ای-مرجانی، باغ وحش، آکواریوم، باغ پرندگان کیش، دلفیناریوم کیش، شهر زیر زمینی کاریز، تله‌کابین میکامال، کلبه هور، کشتی‌های تفریحی و همچنین کشتی به گل نشسته یونانی از دیگر دیدنی‌های کیش می‌باشند. از دیگر جاذبه‌های تفریحی کیش می‌توان به پارک کیبل اسکی کیش، باغ راه، پارک برفی پنگوئن، تفریحات دریایی، غواصی، موتور سواری و گشت دور جزیره کیش اشاره کرد.
جزیره به عنوان چهارمین مقصد گردشگری در جنوب غرب آسیا از سوی سازمان گردشگری اعلام شده است. وجود جاذبه‌های گردشگری و فضاهای زیبا و دیدنی جزیره کیش بوده و چشم‌انداز بسیار زیبای دریای هرمز علت این امراست. در منطقه آزاد کیش جاذبه‌های دیدنی وجود دارد، مانند کشتی یونانی، منطقه جنگلی آهوان آزاد، پارک دلفین‌ها و تعدادی اسکله دیدنی را شامل می‌شود. کشتی یونانی که نماد جزیره کیش است به عنوان یکی از مناطق پر بازدید جزیره محسوب می‌شود. این کشتی دیدنی در سال ۱۳۴۵ نزدیک به روستای باغو به گِل نشته است.
جزیرهٔ کیش دارای بیش از ۸۲۰۰ تخت اقامتی است که بیشترین تراکم امکانات اقامتی در ایران را داراست. جزیرهٔ کیش سالانه پذیرای بیش از یک میلیون نفر گردشگر داخلی و خارجی است. عدم نیاز به دریافت ویزای ورود برای کلیهٔ اتباع خارجی، یکی از زمینه‌های ورود گردشگران خارجی است؛ گرچه به‌دلیل وجود محدودیت‌های اجتماعی، به‌ویژه گردشگرانِ خاص خارجی کشش کمتری به این جزیره دارند. همچنین موقعیت منطقهٔ آزاد اقتصادی این جزیره باعث شده تا مراکز خرید کیش به یکی از جاذبه‌های گردشگری جزیره تبدیل شود. همچنین کیش پارک‌های سرسبز و زیبایی دارد که می‌توان به پارک ساحلی سیمرغ، پارک شهر، پارک خانواده، پارک آبشار، پارک مرد ماهیگیر، پارک ساحلی مرجان و پارک مینا و باغ راه اشاره کرد. اسکله تفریحی کیش نیز با ۱۰ هزار متر مربع مساحت که در مرداد سال ۱۳۸۵ افتتاح شد یکی از محیط‌های تفریحی جزیره کیش است که دارای امکانات تفریحی چون، شاتل و بنانا، جت اسکی، فلای بورد، غواصی، اسکوترهای زیر دریایی، قایق تفریحی و همچنین بالون‌سواری می‌باشد.

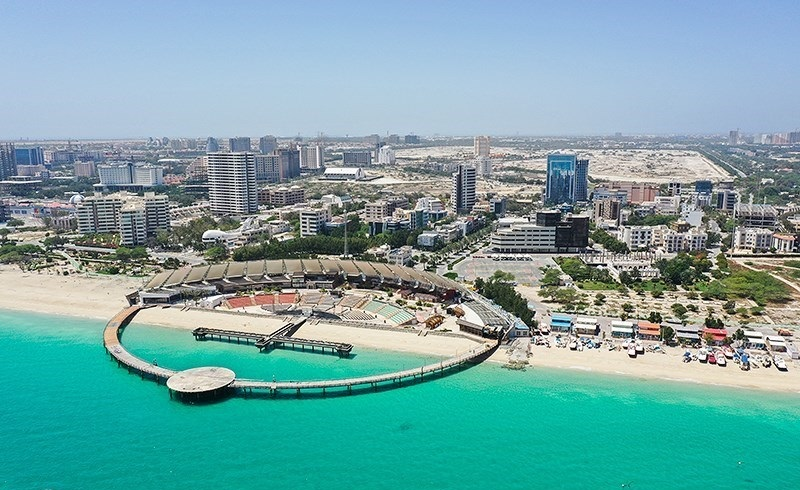
نمای هوایی از کیش
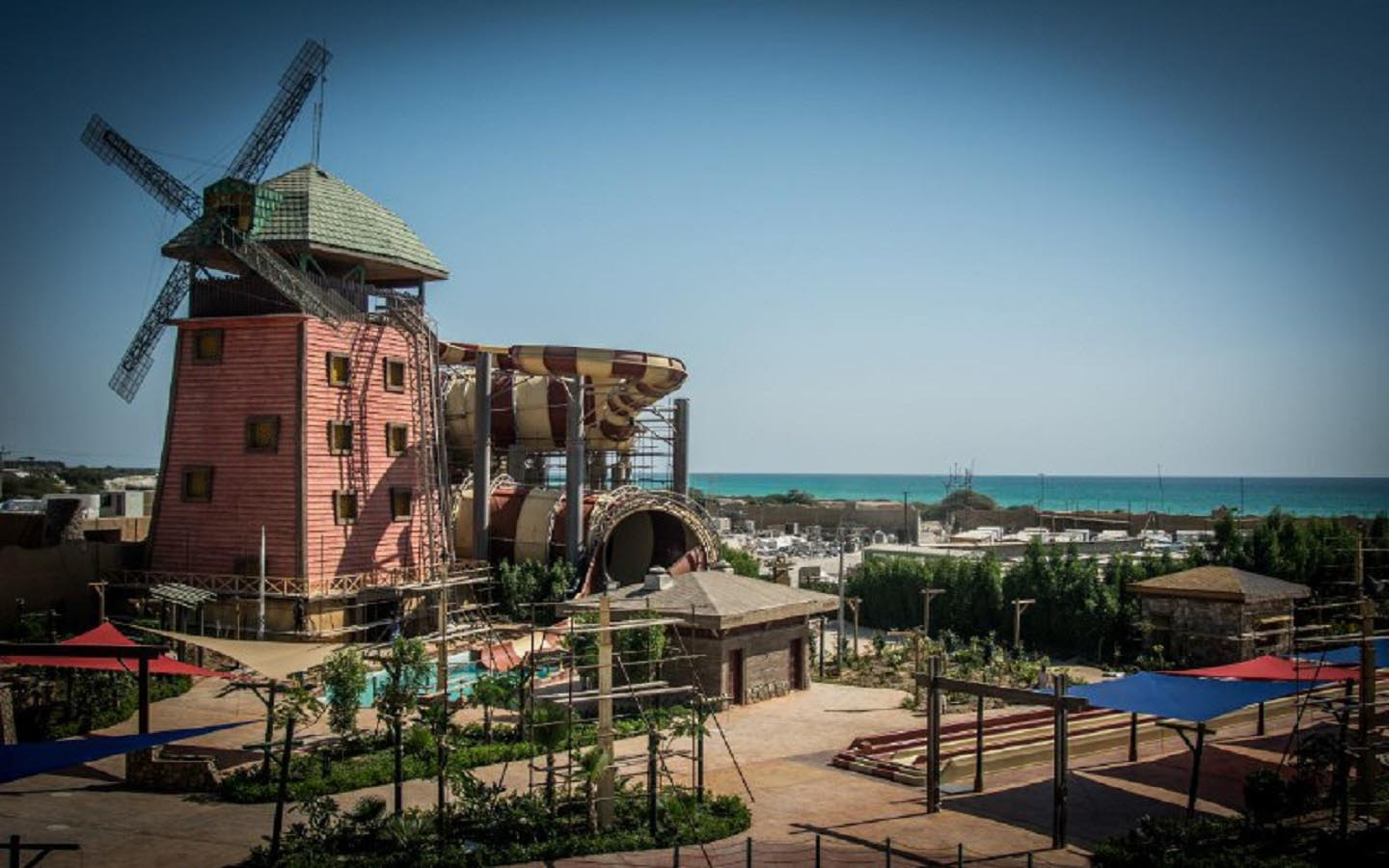
پارک آبی اوشن
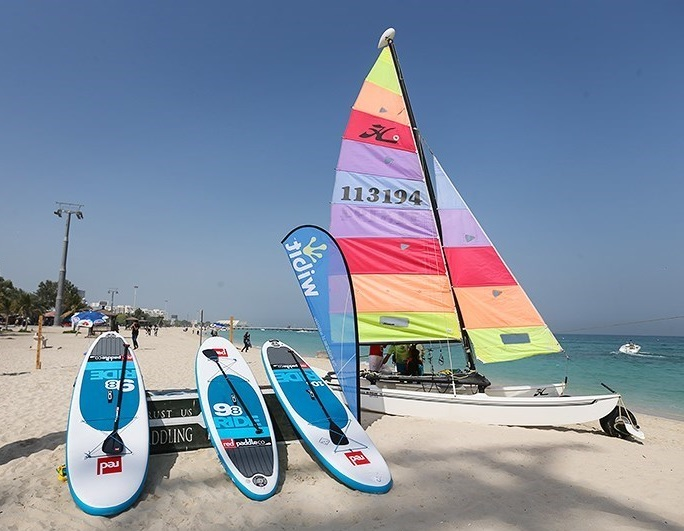
تفریحات آبی سواحل کیش
نمایی از کشتی یونانی
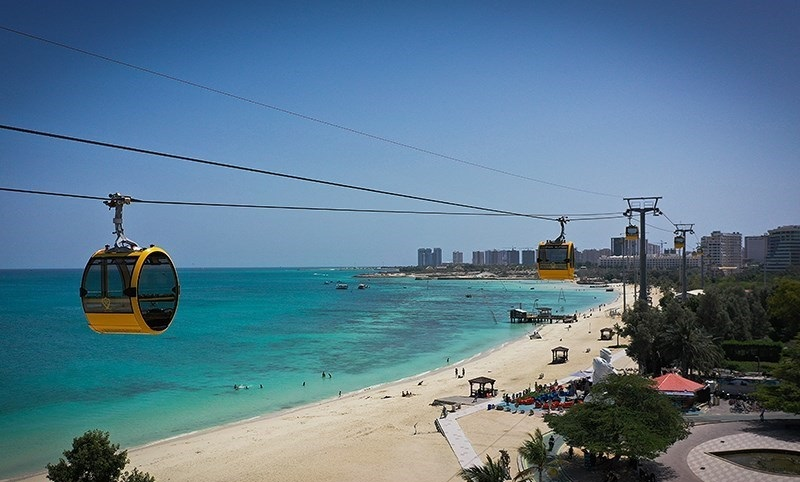
تله‌کابین کیش
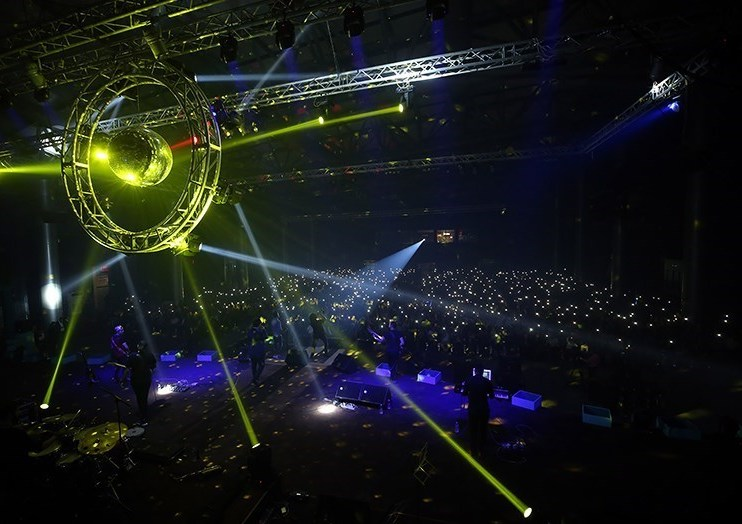
یک کنسرت موسیقی در کیش
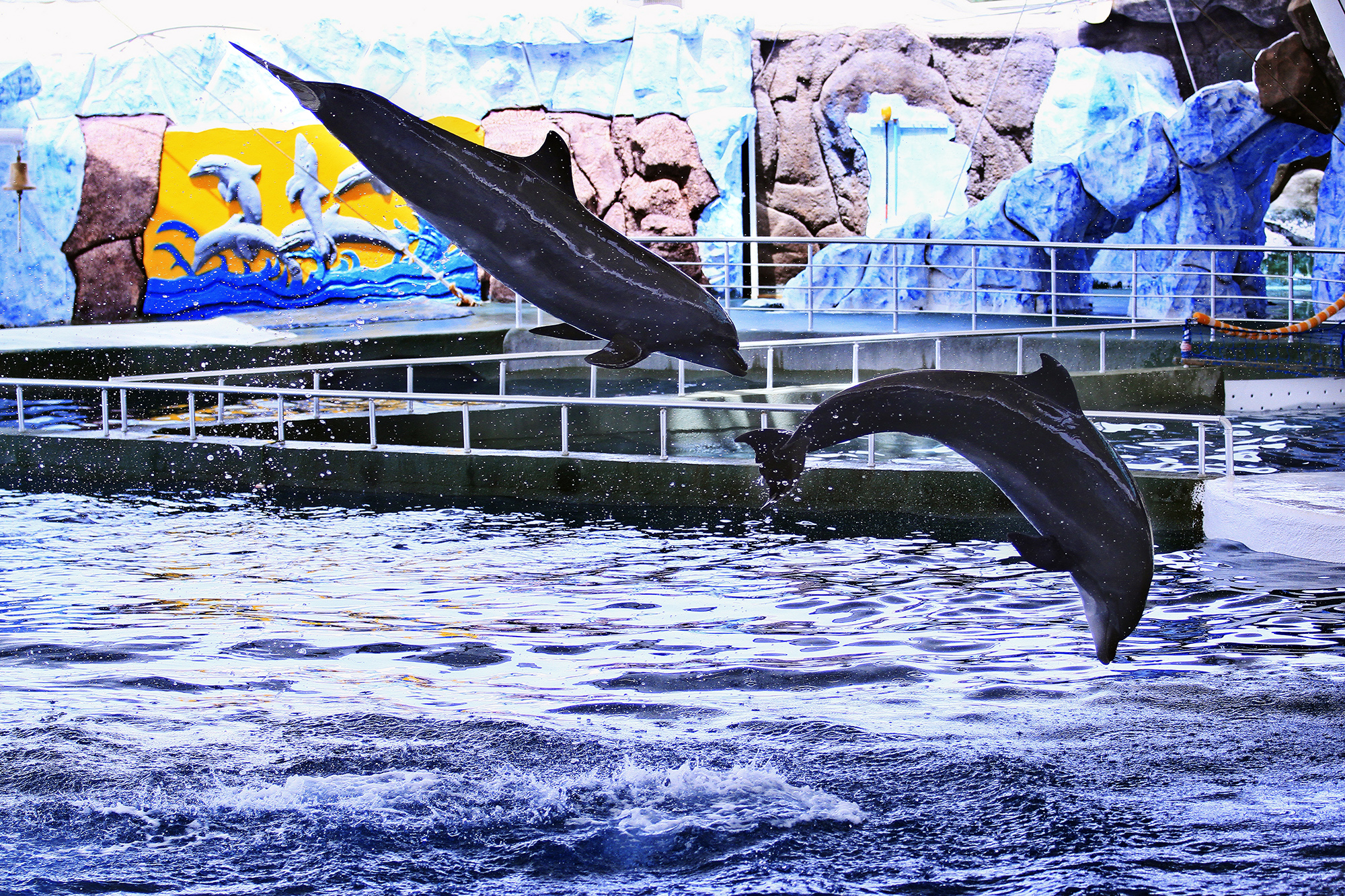
دلفیناریوم کیش
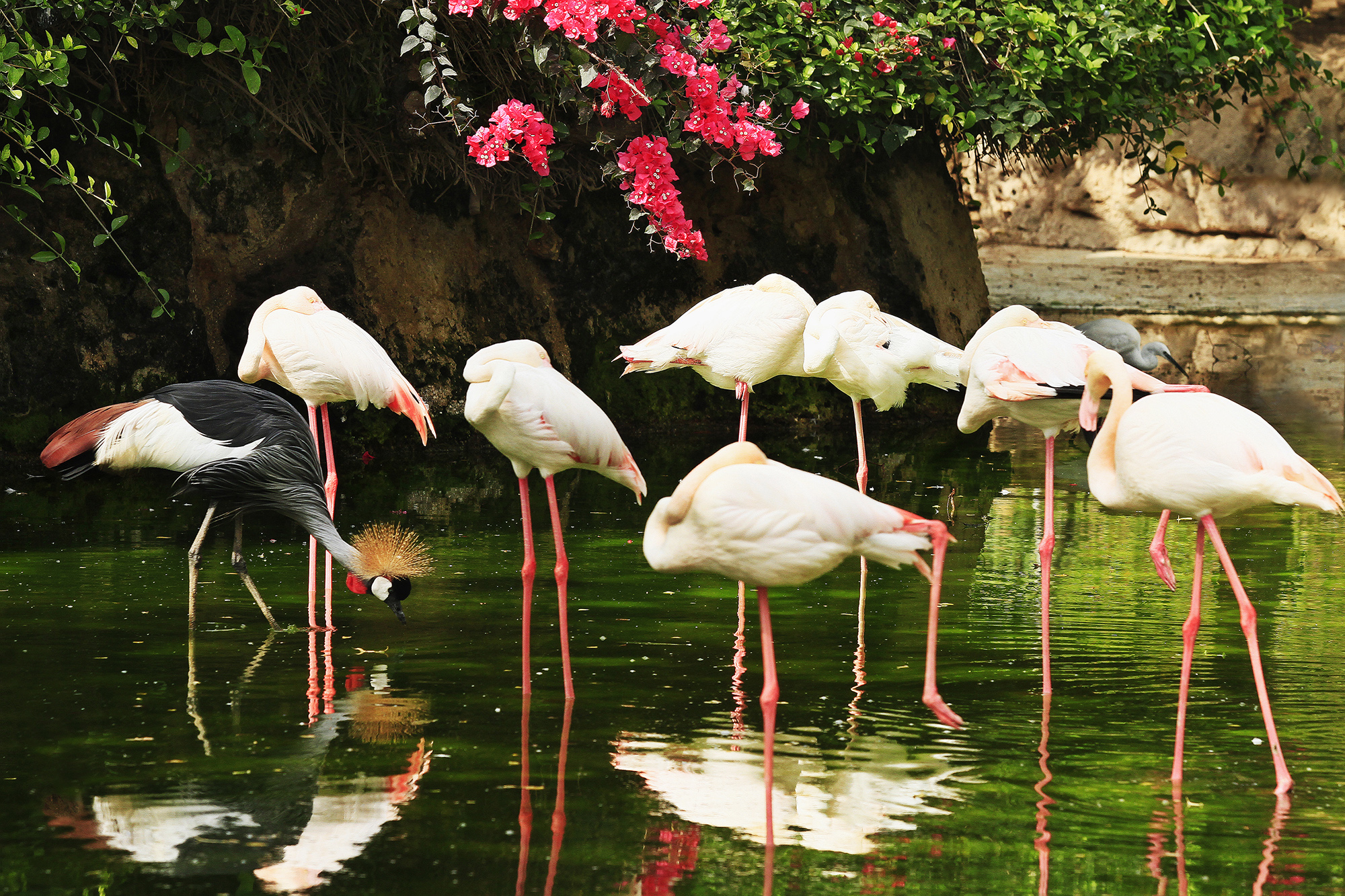
باغ پرندگان کیش

## آموزش

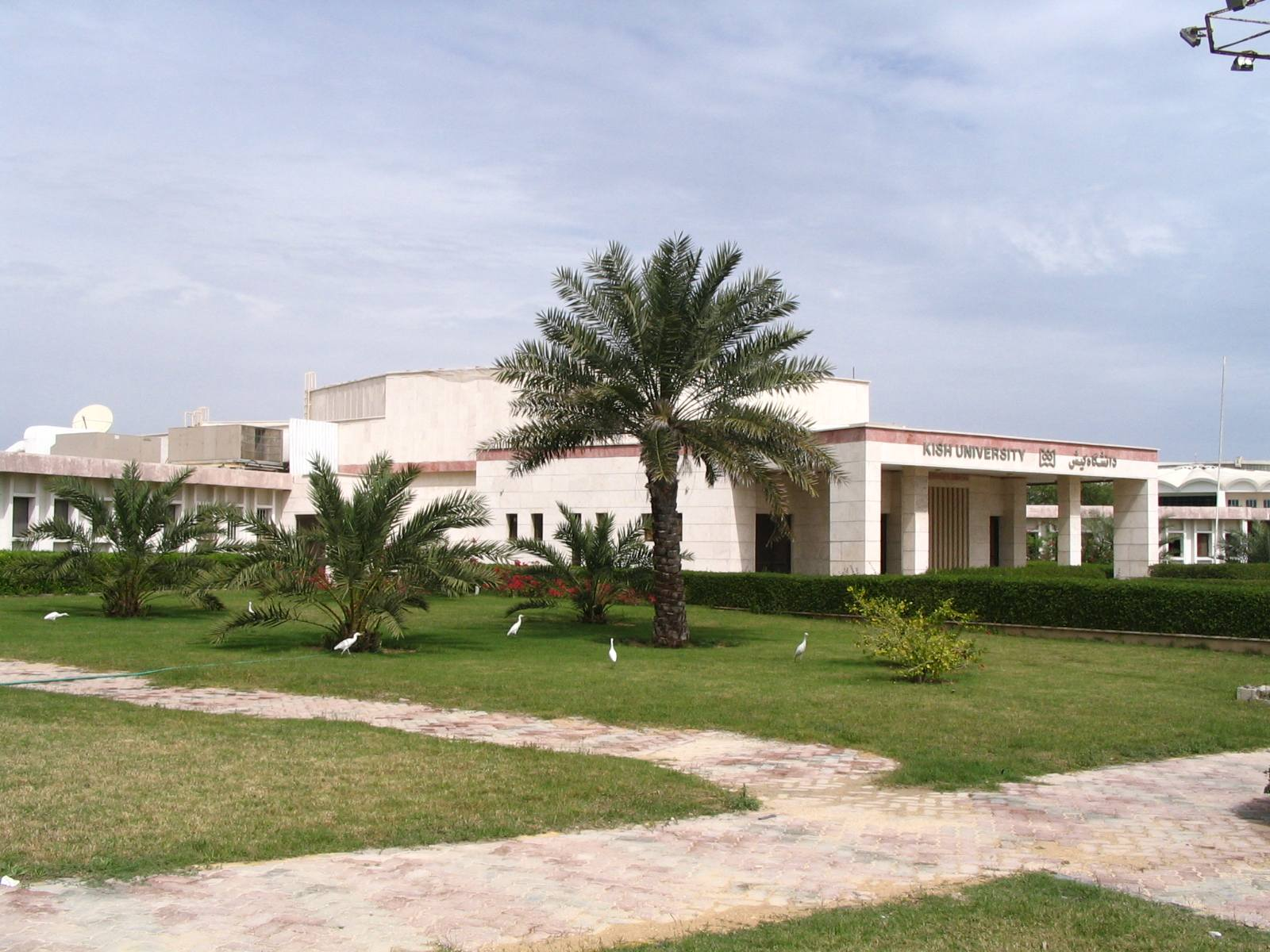
دانشگاه کیش

سازمان منطقه آزاد کیش برای ارتقای کمی و کیفی آموزشی اقدام به ایجاد فضاهای آموزشی با ساخت مدارس جدید و اولویت دادن به دوره‌های فنی و حرفه‌ای کرده‌است. این امکانات به گونه ای قرار گرفته‌اند که به ویژه برای مردم محلی به راحتی در دسترس باشند. کیش در سال ۲۰۰۵ بیش از ۴۶۵۸ متر مربع فضای آموزشی داشت که نسبت به ابتدای سال ۲۰۰۱ رشد ۴۰ درصدی داشته‌است. با این وضعیت و همچنین شرایط بهتر زندگی خانواده‌ها در کیش، تعداد دانش آموزان در هر مقطع رو به افزایش است.

### دانشگاه‌ها
جزیره کیش دارای دانشگاه‌هایی است که اکثراً به دانشگاه صنعتی شریف و دانشگاه تهران وابسته‌اند. این دانشگاه‌ها اکنون دوره‌های بین‌المللی کارشناسی و کارشناسی ارشد و دکترا را در رشته‌هایی مانند فناوری اطلاعات، ام‌بی‌ای و مهندسی برق و الکترونیک و حقوق را با همکاری دانشگاه‌هایی مانند دانشگاه چند رسانه‌ای مالزی و دانشگاه موناش (Monash) استرالیا برگزار می‌کند.
- پردیس بین‌الملل کیش دانشگاه صنعتی شریف
- پردیس بین‌الملل کیش دانشگاه تهران
- پردیس بین‌الملل کیش دانشگاه امیر کبیر
- پردیس بین‌الملل کیش دانشگاه علوم پزشکی تهران
- دانشگاه آزاد اسلامی واحد بین‌المللی کیش
- دانشگاه پیام نور مرکز بین‌الملل کیش

## ترابری

### دسترسی
ارتباط با کیش به دو صورت دریایی و هوایی از طریق بندر و فرودگاه کیش انجام می‌شود.
فرودگاه بین‌المللی کیش محل ورود صدها هزار گردشگر است که به جزیره کیش می‌آیند. این فرودگاه به شهروندان خارجی که از یک کشور خارجی وارد می‌شوند، با قانونی متفاوت از سرزمین اصلی ایران ۱۴ روز بدون ویزا اجازه ورود می‌دهد. پروازهای هوایی، فرودگاه کیش را به بسیاری از شهرهای ایران نیز متصل می‌کنند. این فرودگاه، در سال ۲۰۱۶ میلادی ۲۳٬۹۱۴ نشست و برخاست هواپیما داشت و ۲٬۸۲۵٬۵۴۹ کیلوگرم بار و ۳۰٬۶۷۷٬۴۳۰ نفر مسافر از طریق آن جابجا شدند.
بندر جزیره کیش محل ورود کلیه کالاهای مصرفی و ساختمانی و مایحتاج غذایی مردم و همچنین مسافرین دریایی می‌باشد. سفر دریایی به جزیره کیش برای افرادی که با خودرو شخصی سفر کرده‌اند، از طریق یکی از بنادر و به وسیله شناورهای انجام می‌شود که هر روزه در ساعات مشخصی از بندر چارک و بندر آفتاب به جزیره کیش حرکت می‌کنند. شناورهای موجود در این بنادر هم به صورت مسافری (اتوبوس دریایی) و هم به صورت خودرویی (لندینگ کرافت) اقدام به جابه‌جایی افراد می‌کنند.

### حمل‌ونقل عمومی
اصلی‌ترین وسیلهٔ نقلیهٔ عمومی کیش، تاکسی است. تاکسی‌های کیش غالباً به رنگ‌های سفید و زرد هستند. به‌طور معمول، تاکسی‌های سفید رنگ به‌عنوان تاکسی‌های تلفنی یا دربستی و تاکسی‌های زردرنگ به‌عنوان تاکسی‌های خطی استفاده می‌شوند(اغلب تاکسی ها در کیش تویوتا کمری هستند). دیگر وسیلهٔ نقلیهٔ عمومی جزیرهٔ کیش، مینی‌بوس‌ها هستند. این سرویس حمل و نقل عمومی دو خط مجزا در جزیره دارد؛ خط یک مینی‌بوسرانی دارای ۱۳ ایستگاه و خط دو مینی‌بوسرانی دارای ۴۲ ایستگاه است. افزون بر این شرکت‌های متعددی در جزیره، اقدام به اجاره دادن خودروهای بدون راننده می‌کنند.

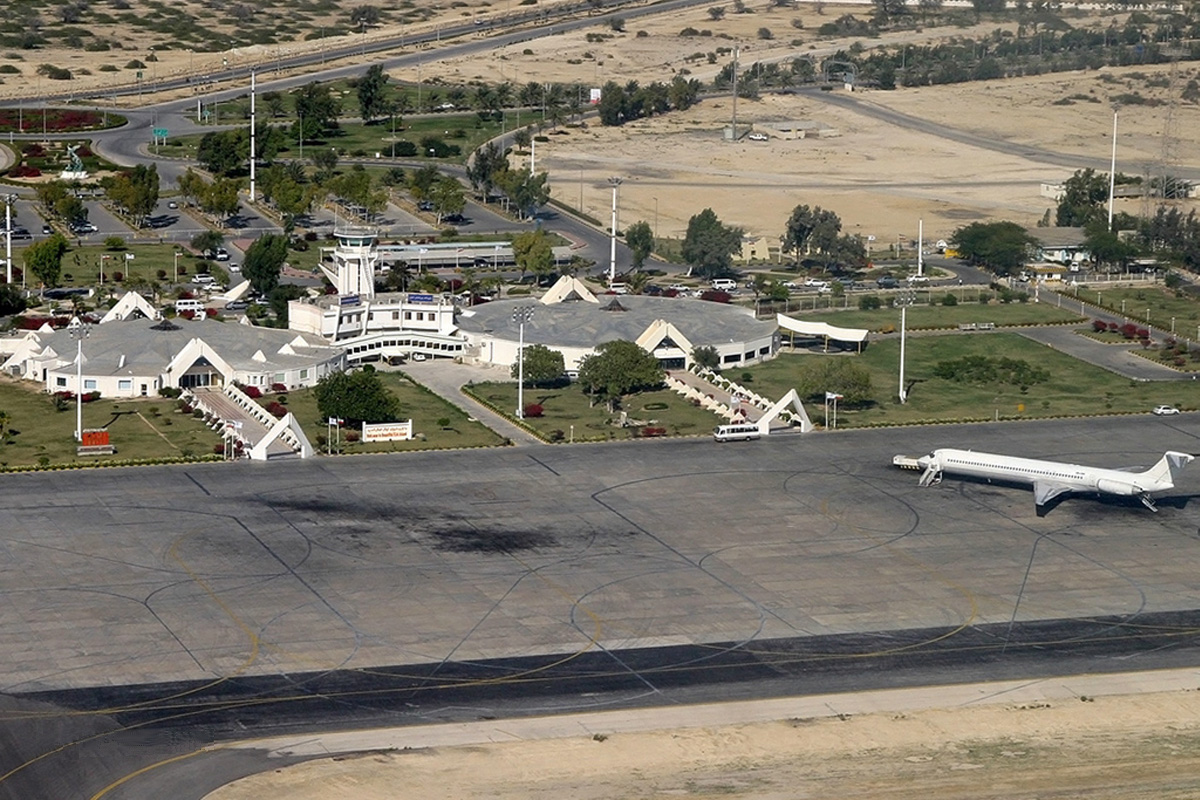
نمایی از فرودگاه کیش
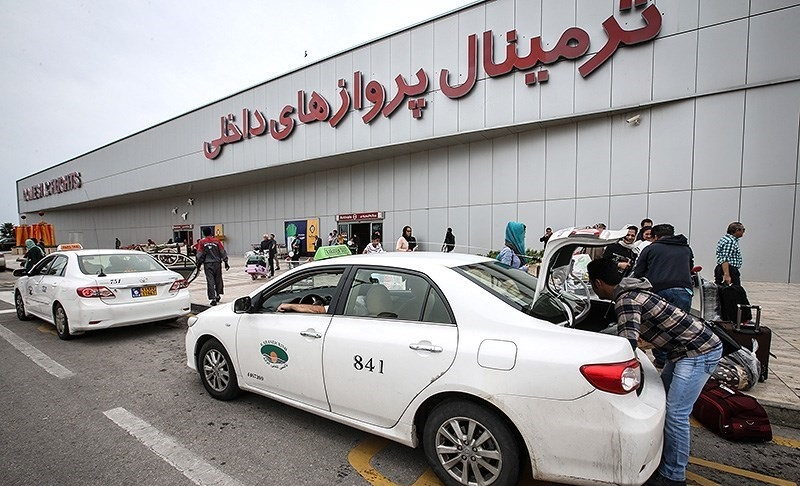
تاکسی‌های کیش
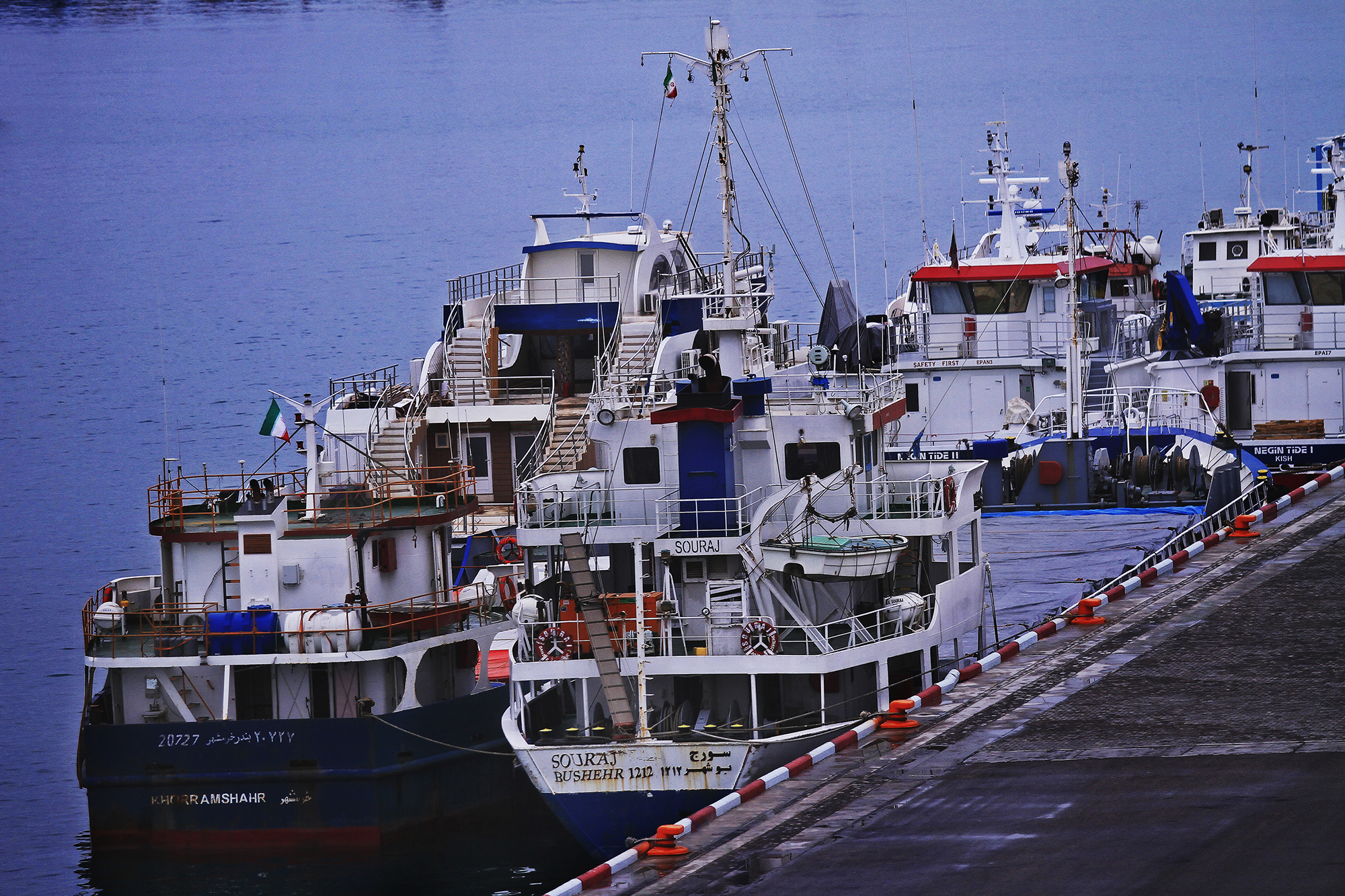
بندرگاه کیش
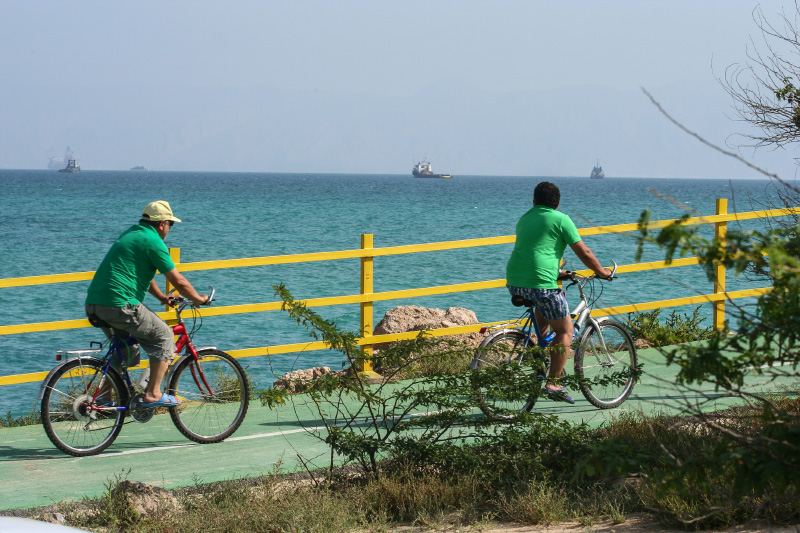
وجود مسیر دوچرخه در سرتاسر جزیره

## روابط فرامرزی
کیش و چابهار تنها عضو سازمان مناطق آزاد جهان از ایران است.

### شهرهای خواهرخوانده
- دبی، امارات متحده عربی،
- لانکاوی، مالزی،
- شرم الشیخ، مصر،